# Music to Gang Bang
Music to Gang Bang è il settimo album in studio del gruppo gangsta rap statunitense Compton's Most Wanted, pubblicato nel 2006 e accreditato a Compton's Most Wanted with MC Eiht.

## Tracce
1. Intro - Compton – 1:16
2. Still a Menace – 3:40
3. Music to Gang Bang (featuring Mr. Criminal) – 3:16
4. Ain't Thinkin About You – 4:01
5. Hood Ratz – 0:39
6. Shes Still a Rat – 3:54
7. Come Ride With Me – 3:43
8. Gangsta Biznezz – 4:04
9. Radio Skit – 2:03
10. We Them Gangstaz – 4:31
11. Compton Compton – 3:46
12. We Get Down Like That – 4:41
13. We Putz in Work – 3:56
14. Gots to Get High – 3:49
15. Late Night Hype 3 (featuring Stomper (Soldier Ink)) – 4:01
16. Outro - Compton – 1:24
17. Mega Mix – 5:16